# Cauzac
Cauzac är en kommun i departementet Lot-et-Garonne i regionen Nouvelle-Aquitaine i sydvästra Frankrike. Kommunen ligger i kantonen Beauville som tillhör arrondissementet Agen. År 2022 hade Cauzac 413 invånare.

## Befolkningsutveckling
Antalet invånare i kommunen Cauzac
| Referens: INSEE |